# Луи Лотарингский, граф де Водемон
Луи Лотарингский (фр. Louis de Lorraine), р. 27 апреля 1500 г., Бар-ле-Дюк — ум. 23 августа 1528 г., Неаполь) — лотарингский аристократ, сын герцога Рене II. Епископ Вердена, граф де Водемон.

## Биография
Младший сын герцога Лотарингии Рене II, родился в Бар-ле-Дюк в 1500 г. Его семья имела наследственные права на престол Неаполя, и его отец в 1488 г. отправлялся туда в поход. Лишь амбиции Карла VIII самому получить этот титул помешали Рене захватить власть в Италии. После его смерти в 1508 г. ставший герцогом Лотарингии старший брат Луи Антуан провозгласил себя герцогом Калабрии, чтобы обозначить претензии своей семьи на Неаполь.
Первоначально предназначенный для церкви и названный принцем де л’Эглиз, он стал епископом Вердена в 1508 г. и аббатом Сен-Миеля в 1512 г. Присутствовал на Поле золотой парчи в 1520 г.. Отказался от церковной карьеры в 1522 г., приняв титул графа Водемона.
В рамках Четырёхлетней войны участвовал в походе Франциска I в Италию и сражался битве при Павии. С началом войны Коньякской лиги под руководством Оде де Фуа был отправлен в Италию, и папа Климент VII назначил его королем Неаполя и Сицилии. 17 марта 1527 г. был захвачен Салерно, но осада Неаполя французской армией была длительной и безуспешной. Когда в лагере разразилась чума, Оде де Фуа и Людовик скончались от неё.